# Wohn- und Wirtschaftsgebäude Heideweg 10
Das Wohn- und Wirtschaftsgebäude Heideweg 10, Ecke Am Diek in Dötlingen stammt vom späten 18. Jahrhundert. Aktuell (2023) wird es als Wohnhaus genutzt.
Das Gebäude steht unter Denkmalschutz (siehe auch Liste der Baudenkmale in Dötlingen).

## Geschichte
Das eingeschossige traufständige Gebäude von 1788 (Inschrift über der Grooten Door) als Zweiständer-Hallenhaus in Fachwerk mit sichtbaren differenzierten Steinausfachungen sowie mit reetgedecktem Krüppelwalmdach mit Niedersachsengiebel und Uhlenloch wurde zu einem Wohnhaus umgebaut.
Zwei kleine eingeschossige Stallanbauten in Fachwerk stehen traufseitig links mit Walmdach und schräg rechts vor dem Wirtschaftsgiebel mit Satteldach.
Das Landesdenkmalamt befand: „…  geschichtliche Bedeutung … für die Baugeschichte und für die Volkskunde …“